# Tomi Juric
Tomi Juric, (Sydney, 22 de julho de 1991) é um futebolista australiano que atua como atacante. Atualmente, joga pelo Melbourne Victory.

## Carreira

### Futebol croata
Juric se profissionalizou no Croatia Sesvete em 2010, e no futebol croata atuou ainda pelo Lokomotiva e no Inter Zaprešić.

### Adelaide
Em 2013, transferiu-se para o futebol na Austrália pelo Adelaide United, sua estreia em 16 de Fevereiro de 2013, ele marcou contra o Sydney Fc.

## Seleção
Juric integrou o elenco da Seleção Australiana de Futebol, campeão da Copa da Ásia de 2015. Também participou da Copa das Confederações 2017, e Copa do Mundo 2018, ambas na Rússia.

## Títulos

### Austrália
- Copa da Ásia: 2015

### Western Sydney Wanderers
- Liga dos Campeões da AFC: 2014